# Elán
Елан (словац. Elán) — словацький музичний гурт, створений у Братиславі 1968 року. Засновники гурту — однокласники по початковій школі: співак Йожо Раж, клавішник Вашо Патейдл, гітарист Юрай Фаркаш і барабанщик Здено Балаж.

## Історія
Elán спочатку функціонував як більш-менш вільна формація, з якою співпрацювали інші музиканти. Гурт грав у шкільних і університетських клубах Братислави, пізніше почав виступати і за кордоном: у Тунісі, Болгарії та Швеції. Першими відомими композиціями групи Elán були: «Я віддам тобі все, що маю», «Семафор» і пісня Вашо Патейдла під назвою «Божевільні ігри», з якою група виступила на фестивалі пісні «Братиславська ліра» у 1979 році. Вашо Патейдл отримав тоді приз за краще аранжування.
У свідомість ширшої аудиторії група увійшла в 1980 році, після отримання на конкурсі «Братиславська ліра» срібної нагороди за пісню «Каскадер». У 1980-і роки групі вдалося підкорити публіку, головним чином, своєю творчістю словацькою мовою. Істотно на історію групи вплинув перехід до неї Яна Балажа з групи Модус і спільна робота над задуманими студійними альбомами разом з такими поетами-пісенниками, як, наприклад, Борис Філан. Цікавість привертало художнє оформлення альбомів і музичних проектів групи: логотип групи — опудало з висолопленим язиком — створений Аланом Лесиком. Дебютний альбом Elán мав назву Восьмий континент і виданий у 1981 році, слідом за ним з'явилися альбоми Ми не злі, Elán 3, Урок словацького. Пісні цього періоду, як-то: «Бурлаки в переходах», «Людське м'ясо», «Стрічка», «Хлопець закохався», «Королева білих кедів» — досі становлять репертуар не тільки концертів групи Elán, а й репертуар музикантів, які виступають на різноманітних повсякденних громадських заходах Словаччини.
У другій половині 1980-х років (1985) групу покинули Здено Балаж, Вашо Патейдл і Юрай Фаркаш. Ян Балаж разом з Йожо Ражем поповнили склад групи барабанщиком Габріелем Сабо і клавішником Мартіном Карвашем. Завдяки цьому складу почався другий етап історії групи (з 1986 року). Група Elán видає студійні музичні проекти, що вийшли на альбомах «Детективний роман», «Небезпечний вантаж» (із серією відеокліпів), «Рабака», за яким було знято однойменний фільм, над сценарієм до якого спільно з Борисом Філаном також працював відомий режисер Душан Рапош. У цей період написані такі хіти, як «Танцівниці з Лучниці», «Детективний роман», «Повір мені», «Небезпечний вантаж». У 1988 році на одному синглі видані пісні «Смерть на Празьких курантах» і «Спортивний одяг». Йожо Раж і Петер Надь записали пісню «Собаки рятуються нападом». З проекту «Рабака» слід згадати такі композиції, як «Від Татр до Дунаю», «Вухо Ван Гога», «Чабо, не зїжджай з глузду» та інші. Наприкінці 1989 року групу залишили Г. Сабо і М. Карваш.
На початку 1990-х група оновлює свій склад і тепер у ній виступають: Йожо Раж, Ян Балаж, Петер Фарнбауер, Любомир Горняк і Юрай Кухарек. У такому складі записано альбоми «Монстр із чорної зірки Q7A» і кілька перевидань власних хітів під назвою «Легенда». До цього періоду належать такі хіти як «Відьма», «Медсестра з Крамаров», «Гості з іншої планети», «Пістолет», «Молитва на два голоси», «Амністія за зраду», з останнім вони брали участь у Kvalifikacija za Millstreet, щоб потрапити на Пісенний конкурс Євробачення 1993, однак вони зайняли лише 4 місце, чого не вистачило, щоб потрапити на конкурс. У 1996 році до групи повертається Вашо Патейдл, і група оголошує про запис нового альбому, який виходить під назвою Час істини (пісні: «Анна-Марія», «Автовідповідач», «Гей, гей, золото»). Після нещасного випадку на мотоциклі з Йожо Ражем, у 2002 і 2003 роках видані ще два успішні з комерційної точки зору альбоми: «Елан 3000» та «Третє око». Восени 2010 року, після семи років затишшя, вийшов черговий студійний альбом «Ангельський податок». У жовтні 2014 року, після підписання контракту з музичним видавництвом «Ворнер Мьюзік / Warner Music», гурт випустив новий студійний альбом «Живими нас не візьмуть».
Elán — ще будучи частиною чехословацької музичної історії — випустив безліч хітів і отримував високі рейтинги у громадських опитуваннях популярності, гурт займав лідерські позиції у чехословацькому, а пізніше словацькому опитуванні «Славік». Група Elán входить до числа тих, які і сьогодні здатні збирати як у Чехії, так і в Словаччині глядачів на найбільших концертних майданчиках. Так, на концерт у Празі прийшло 80 000 чоловік. 21 вересня 2007 року група провела концерт в орендованому залі нью-йоркського Карнегі-Холу.

## Учасники групи
Наразі учасниками групи є Йожо Раж, Вашо Патейдл і Ян Балаж, які виступають з концертами і записують пісні в студіях звукозапису у такому складі з кінця 1980-х років, коли групу покинули Мартін Карваш і Габо Сабо, але повернувся сольний співак Вашо Патейдл. З цим складом співпрацюють різні музиканти.
| 1968 — 1975 | 1975 — 1978 | 1978 — 1980 |
| --- | --- | --- |
| - Йожо Раж — бас-гітара, вокал - Вашо Патейдл — клавішні, вокал - Юрай Фаркаш — соло на гітарі, вокал - Здено Балаж — ударні | - Йожо Раж - Вашо Патейдл - Здено Балаж - Юрай Фаркаш - Феро Турак — клавішні, вокал, - Борис Копчак - Маріан Броусек - Йозеф Текелі                                                                                                 | - Йожо Раж - Вашо Патейдл - Здено Балаж - Юрай Фаркаш - Феро Турак |
| 1980 — 1985 | 1985 — 1989 | 1990 — 1991 |
| - Йожо Раж - Вашо Патейдл - Здено Балаж - Юрай Фаркаш - Яно Балаж | - Йожо Раж — бас-гітара, вокал - Ян Балаж — соло на гітарі, вокал - Мартін Карваш — клавішні - Габо Сабо — ударні | - Йожо Раж - Яно Балаж - Феро Турак — клавішні, вокал - Віктор Хідвегхі — бас-гітара - Юліус Петрус — барабани - Петер Фарнбауер - Феро Олах — клавішні, вокал                                                |
| 1991 — 2001 | 2001 — під час світового турне «Elán World Tour 2001» | 2003 |
| - Йожо Раж — бас-гітара, вокал - Яно Балаж — соло на гітарі, сольний вокал - Вашо Патейдл — клавішні, вокал (з 1996 року) - Петер Фарнбауер — гітара - Любо Горняк — клавішні - Юрай Кухарек — ударні                                                                  | - Йожо Раж — бас-гітара, вокал - Яно Балаж — соло на гітарі, сольний вокал - Вашо Патейдл — клавішні, вокал - Петер Фарнбауер — гітара - Любо Горняк — клавішні - Любомир Станковський — ударні                                      | - Йожо Раж — бас-гітара, вокал - Яно Балаж — соло на гітарі, сольний вокал - Вашо Патейдл — клавішні, вокал - Петер Фарнбауер — гітара - Любо Горняк — клавішні - Генрі Тот — гітара - Марцел Бунтай — ударні |
| 2004 — 2005 | 2006 — 2007 | 2008 — 2013 |
| - Йожо Раж — бас-гітара, вокал - Яно Балаж — соло на гітарі, сольний вокал - Вашо Патейдл — клавішні, вокал - Петер Фарнбауер — гітара - Любо Горняк — клавішні - Генрі Тот — гітара - Юрай Кухарек — ударні - Тоні Бенедек — перкусійні інструменти                   | - Йожо Раж — бас-гітара, вокал - Яно Балаж — соло на гітарі, сольний вокал - Вашо Патейдл — клавішні, вокал - Петер Фарнбауер — гітара - Любо Горняк — клавішні - Генрі Тот — гітара - Юрай Кухарек — ударні - Юрай Кухарек — ударні | - Йожо Раж — бас-гітара, вокал - Яно Балаж — соло на гітарі, сольний вокал - Вашо Патейдл — клавішні, - Петер Фарнбауер — гітара - Любо Горняк — клавішні - Генрі Тот — гітара - Борис Брна — ударні          |
| 2014 рік | | |
| - Йожо Раж — бас-гітара, вокал - Яно Балаж — соло на гітарі, сольний вокал - Вашо Патейдл — клавішні, вокал - Петер Фарнбауер — гітара - Любо Горняк — клавішні - Борис Брна — ударні - Ріхард Шімурка — саксофон, флейта - Мартін Гаас — тромбон - Саме Шимек — труба | | |

## Дискографія
Група випустила чотирнадцять студійних альбомів. У 1980-х роках Elán випустив сім дуже успішних студійних альбомів. На підставі взаємних ліцензійних зобов'язань з державним видавництвом «Опус» група Elán випустила п'ять експортних версій альбомів англійською мовою, призначених виключно для продажу у країнах соціалістичного блоку. У 1990-ті роки у групи окрім трьох нових студійних альбомів вийшли альбоми з обраними піснями («Легенди»), на яких були записані нові версії старих пісень. У 2000—2009 роках у групи крім двох студійних альбомів вийшли, головним чином, альбоми з обраними піснями і DVD-версії концертних виступів. У 2010 році, після довгої семирічної перерви, група випустила студійний альбом «Ангельський податок». У жовтні 2014 року група випустила новий, 14 за рахунком, студійний альбом «Живими нас не візьмуть» (видавництво «Ворнер Мьюзік»).

### Студійні альбоми
- 1981 Ôsmy svetadiel (Восьмий континент)
- 1982 Nie sme zlí (Ми не злі)
- 1983 Cez prekážky
- 1985 Hodina slovenčiny (Урок словацької)
- 1986 Detektívka (Детективний роман)
- 1988 Nebezpečný náklad (Небезпечний вантаж)
- 1989 Rabaka (Рабака)
- 1991 Netvor z čiernej hviezdy Q7A (Монстр із чорної зірки Q7A)
- 1994 Hodina angličtiny (Урок англійської)
- 2002 Elán 3000 (Елан 3000)
- 2003 Tretie oko (Третє око)
- 2010 Anjelska daň (Ангельський податок)
- 2014 Živých nás nedostanú (Живими нас не візьмуть)

#### Англійською мовою
- 1983 Kamikadze Lover
- 1984 Nightshift
- 1985 Schoolparty
- 1987 Missing
- 1989 Midnight in the city (альбом вийшов, проте в Чехословаччині не продавався)

#### Перевидання
- 2006 Kamikadze Lover and Nightshift
- 2006 Schoolparty and Missing
- 2015 Час ніжності 2015

### Концертні альбоми
- 1998 Elán Unplugged (CD, DVD)
- 2004 Elán: Мегаконцерт (CD, DVD)
- 2005 Elán у Братиславському замку (DVD)
- 2007 Elán unplugged, Carnegie Hall, New York (CD)
- 2013 Elán у театрі (DVD)

### Збірки
- 1987 Я не вмію бути сам
- 1992 Легенда 1
- 1992 Легенда 2
- 1995 Час ніжності
- 1997 Легенда 3
- 1998 Легенда 4
- 1999 Йожо …
- 2000 Легенда 5 — Остання …
- 2001 Я не вмію бути сам, 2001: роки і рок
- 2015 Приятелі

### DVD-Відео
- 2003 Детективний роман / Мені хочеться чогось охолодженого
- 2003 Небезпечний вантаж
- 2003 Історія легенди I, 1981—1991